# Tanguy Turgis
Tanguy Turgis (Bourg-la-Reine, 16 de mayo de 1998) es un ciclista francés que fue profesional durante un año y que tuvo que retirarse en octubre de 2018 a los 20 años de edad después de que se le detectara una malformación cardíaca. Es hermano de los también ciclistas profesionales Anthony Turgis y Jimmy Turgis.

## Palmarés
2017 (como amateur)
- Omloop Het Nieuwsblad sub-23

## Equipos
- Cofidis, Solutions Crédits (stagiaire) (08.2017-12.2017)
- Vital Concept (2018)[3]